# Miasto Križevci
Miasto Križevci (chorw. Grad Križevci) – jednostka administracyjna w Chorwacji, w żupanii kopriwnicko-kriżewczyńskiej. W 2011 roku liczyła 21 122 mieszkańców.